# Femkortskille
Femkortskille, även kallat knackkille eller bultkille, är ett svenskt kortspel som spelas med en killekortlek. Spelet uppstod i mitten av 1800-talet genom att principerna för spelet femkort överfördes på killekorten. I likhet med enkortskille spelas femkortskille traditionellt om pengar.
Spelet inleds med att alla deltagarna lägger en insats i en pott. Därefter erhåller spelarna tre kort var, och får i tur och ordning bestämma sig för att knacka, passa eller lura. Att knacka (vilket man gör genom att knacka i bordet eller genom att säga ”jag knackar”) innebär att man vill spela om potten. Att passa betyder att man lägger sig och avstår från vidare spel i den aktuella given. Lura kan man bara göra så länge ingen annan spelare knackat, och det innebär att man avvaktar för att senare ta ställning till om man ska knacka eller passa. 
De spelare som knackat får ytterligare två kort var. Man spelar om stick, och överstickstvång gäller, vilket innebär att man måste lägga ett högre kort än de föregående om man har möjlighet.  Om två lika höga kort spelats, räknas det sist spelade som högst. Korten har samma rangordning som i enkortskille, med den skillnaden att Killen (Harlekin) alltid är högsta kort. 
Den som vinner något av de fyra första sticken spelar ut till nästa stick. Den spelare som tar hem det femte och sista sticket vinner hela potten, sedan övriga spelare som knackat lagt till lika mycket var i potten som den innehöll vid spelets slut.

## Varianter
Femkortskille spelas ibland med regeln att ett skituppslag, det vill säga en hand som innehåller minst tre av lekens tre lägsta kort, vinner potten direkt. I en del kretsar gäller regeln att de spelare som knackar ska lägga ytterligare en insats till potten. En annan alternativ regel är att den betalning till potten som ska göras av de förlorande spelarna ligger kvar i potten till nästa giv.
I den variant av femkortskille som kallas auktionskille är det inte tillåtet att lura. Vill man spela om potten måste man lägga ytterligare en insats, som inte får vara lägre än föregående spelares. Varianten pokerkille har en omfattande satsningsprocedur och ger spelarna möjlighet att byta ut de kort man fått i given.